# 슈비츠역
슈비츠역(독일어: Bahnhof Schwyz)은 스위스 슈비츠주의 주도인 슈비츠 자치구에 있는 기차역이다. 1882년에 개통한 이 철도는 스위스 연방 철도가 소유 및 운영하며, 고트하르트 터널을 통해 북부 스위스와 임멘제와 키아소, 이탈리아를 연결하는 고트하르트 철도의 일부를 형성한다.
역은 그로서 미텐과 우르미베르크 사이의 시내 중심에서 북서쪽으로 약 2km 떨어진 슈비츠 계곡 중간에 있는 제벤 마을에 있다.

## 역사
슈비츠역은 고타드반이 운행을 시작하면서 1882년에 개업했다. 고타드반이 1909년 국유화되었을 때, 역은 스위스 연방 철도의 소유권이 되었다.
1900년에 슈비처 슈트라센바넨 전기 트램웨이가 역에서 시내 중심가의 슈비츠 포스트 정류장까지 첫 번째 노선을 개통했다. 1914년과 1915년에 이 노선은 시내 중심가를 지나 브루넨역과 브루넨 페리 터미널까지 연장되었다. 이 노선은 1963년에 폐쇄되었으며, 버스 서비스로 대체되었다.
1979년과 1980년에 전체 역이 재개발되었다. 역 건물은 철거되고 현재의 포스트 모던 건물로 대체되었다. 또한 플랫폼 시스템이 리뉴얼되고, 사이딩이 제거되었다.

## 시설
역의 철도 시설에는 4개의 관통 선로가 있으며, 그중 3개는 철도 플랫폼을 향하고 있다. 그러나 정기 여객 열차에는 2번 트랙(브루넨 방향)과 3번 트랙(슈타이넨/아트-골다우 방향)을 바라보는 중간 승강장만 사용된다. 주 승강장을 바라보는 1번 트랙과 플랫폼이 없는 4번 트랙은 추월 열차에 사용된다.
주로 슈비처란트 치즈 공장, KIBAG, 아르투어 베버 슈탈 및 차이바우사레알 제벤을 위한 일부 사이딩 및 연결 트랙도 있다.

## 운행편
2020년 12월 시간표 변경에 따라 슈비츠에서 다음 서비스가 정차한다.
- 인터레기오 : 로카르노와 아트-골다우 간 매시간 운행 기차는 바젤 SBB 또는 취리히 중앙역까지 계속 운행.
- 추크 슈타트반 S2 : 바르 린덴파크와 에르스트펠트 사이를 매시간 운행한다.
- 루체른 S-반 S3 : 루체른과 브룬넨 사이를 매시간 운행한다.

## 버스 교통
버스 정류장은 역 건물 옆에 있으며, 3개의 버스 승강장이 있다. 아우토 AG 슈비츠 회사가 운영하는 여러 버스 노선은 역과 슈비츠 시내 중심가를 약 5분 만에 연결한다.
- 1호선: 라우에르츠 – 슈비츠 – 무오타탈
- 3호선: 제벤 – 이바흐 – 슈비츠 – 릭켄바흐

## 같이 보기
- 스위스의 철도